# Trikoyo (Tugu Mulyo)
Trikoyo is een bestuurslaag in het regentschap Musi Rawas van de provincie Zuid-Sumatra, Indonesië. Trikoyo telt 4144 inwoners (volkstelling 2010).